# Misàndria
La misàndria és una tendència ideològica o psicològica relacionada amb l'odi, aversió o antipatia als homes o persones de sexe masculí. El mot català ve del grec, i està format amb el prefix miso- (← μισο-) "odi" -que al seu torn està relacionat amb el verb miseĩn (← μισεῖν, "odiar")-, l'arrel andr- (← ὁ ἀνήρ ἀνδρός, "home (baró)" i el sufix -ia (← -ία). La misàndria fa dels homes l'origen de tots els mals de la humanitat mentre que les dones són les víctimes d'aquests mals i les responsables de tot allò bo. Cal no confondre-la amb l'androfòbia. La misàndria no és cap trastorn psíquic, com seria el cas de l'androfòbia, sinó una ideologia apresa a la societat o la cultura tal com ho pot ser la misogínia. Homòlogament seria l'equivalent a la misogínia envers les dones. La misantropia és l'aversió als éssers humans, tant homes com dones.
L'any 1920, Sigmund Freud, en estudiar un cas concret d'homosexualitat (lesbianisme) va observar un moviment oposat a la misogínia, o una aplicació d'aquesta vers els homes en comptes de vers les dones, però encara no existia cap nom per a definir-lo. Alguns autors de finals del segle XX i del segle XXI han anat més enllà, considerant la misàndria no com un fenomen psicològic individual sinó cultural.

## Manifest de l'Organització per a l'Extermini dels Homes
El Manifest de l'Organització per a l'Extermini dels Homes, en anglès Society for Cutting Up Men Manifesto o S.C.U.M. Manifesto, escrit per la psicòloga i escriptora Valerie Solanas en 1967, es pot considerar un exemple de misàndria. Com a curiositat l'autora és cèlebre per haver disparat contra Andy Warhol.